# منتخب كرواتيا لكرة الصالات
منتخب كرواتيا الوطني لكرة قدم الصالات (بالكرواتية: Hrvatska malonogometna reprezentacija)‏ هو ممثل كرواتيا الرسمي في المنافسات الدولية في كرة الصالات .